# موغل
موغل مركز بلدية ولاية بشار تقع بلدية موغل شمال عاصمة ولاية بشار ب 50 كلم بارتفاع على سطح البحر 1029 متر.
يحدها شرقاً بلدية بني ونيف وغرباً بلدية بوكايس وجنوباً بلدية لحمر والجنوب الشرقي بلدية بشار أما شمالا المملكة المغربية على طول شريط حدودي 69 كلم.

## المناخ
يظهر الجدول التالي التغييرات المناخية على مدار السنة لموغل:
| البيانات المناخية لـموغل          | البيانات المناخية لـموغل | البيانات المناخية لـموغل | البيانات المناخية لـموغل | البيانات المناخية لـموغل | البيانات المناخية لـموغل | البيانات المناخية لـموغل | البيانات المناخية لـموغل | البيانات المناخية لـموغل | البيانات المناخية لـموغل | البيانات المناخية لـموغل | البيانات المناخية لـموغل | البيانات المناخية لـموغل | البيانات المناخية لـموغل |
| الشهر                             | يناير                    | فبراير                   | مارس                     | أبريل                    | مايو                     | يونيو                    | يوليو                    | أغسطس                    | سبتمبر                   | أكتوبر                   | نوفمبر                   | ديسمبر                   | المعدل السنوي            |
| --------------------------------- | ------------------------ | ------------------------ | ------------------------ | ------------------------ | ------------------------ | ------------------------ | ------------------------ | ------------------------ | ------------------------ | ------------------------ | ------------------------ | ------------------------ | ------------------------ |
| متوسط درجة الحرارة الكبرى °م (°ف) | 14.5 (58.1)              | 17.5 (63.5)              | 20.3 (68.5)              | 24.7 (76.5)              | 30.4 (86.7)              | 33.9 (93.0)              | 38.7 (101.7)             | 37.7 (99.9)              | 32.4 (90.3)              | 25.6 (78.1)              | 19.1 (66.4)              | 14.9 (58.8)              | 25.8 (78.5)              |
| المتوسط اليومي °م (°ف)            | 8.0 (46.4)               | 10.4 (50.7)              | 13.4 (56.1)              | 17.4 (63.3)              | 23.2 (73.8)              | 26.6 (79.9)              | 30.9 (87.6)              | 30.3 (86.5)              | 25.3 (77.5)              | 19.1 (66.4)              | 12.8 (55.0)              | 8.4 (47.1)               | 18.8 (65.9)              |
| متوسط درجة الحرارة الصغرى °م (°ف) | 1.5 (34.7)               | 3.4 (38.1)               | 6.6 (43.9)               | 10.1 (50.2)              | 16.0 (60.8)              | 19.3 (66.7)              | 23.1 (73.6)              | 22.9 (73.2)              | 18.2 (64.8)              | 12.6 (54.7)              | 6.6 (43.9)               | 1.9 (35.4)               | 11.9 (53.3)              |
| الهطول مم (إنش)                   | 14 (0.6)                 | 13 (0.5)                 | 16 (0.6)                 | 14 (0.6)                 | 9 (0.4)                  | 5 (0.2)                  | 2 (0.1)                  | 5 (0.2)                  | 12 (0.5)                 | 18 (0.7)                 | 20 (0.8)                 | 19 (0.7)                 | 147 (5.9)                |
| المصدر: climate-data.org          |                          |                          |                          |                          |                          |                          |                          |                          |                          |                          |                          |                          |                          |